# Tonton Macoutes
Tonton Macoutes byly ozbrojené jednotky, které zřídil haitský diktátor François Duvalier jako svoji soukromou armádu a tajnou policii. Došlo k tomu v roce 1959 po pokusu tradiční mulatské elity a armádních špiček legálně zvoleného prezidenta Duvaliera svrhnout. Ten na to reagoval tím, že se obklopil věrnými černými venkovany, kteří zahájili brutální represe proti všem, kdo se jim nezdáli dostatečně loajální. Zastrašování, vydírání, mučení a popravy bez soudu byly na denním pořádku. Tonton Macoutes se neřídili žádnými zákony, byli odpovědní pouze Duvalierovi. Počet příslušníků se pohyboval okolo 20 000. Název pochází od postavy z haitského folkloru Tonton Macoute (strýček s pytlem), což je tulák, který krade děti do pytle; naráželo se tím na skutečnost, že o koho se začali Tonton Macoutes zajímat, ten obvykle zmizel beze stopy.
Od roku 1970 nesli oficiální název Milice de Volontaires de la Sécurité Nationale (Dobrovolnická milice národní bezpečnosti). Praktiky Tonton Macoutes obsahovaly prvky vúdú, což jim získávalo respekt u pověrčivých prostých obyvatel. Příslušníci jednotek nosili černé brýle, slaměné klobouky a byli ozbrojeni mačetami. Šéfem milice byl Luckner Cambronne, zvaný Karibský upír. Říkalo se o něm, že vydělává na prodeji orgánů a krve svých obětí do amerických nemocnic. Jindy byly naopak mrtvoly popravených vystaveny veřejně pro výstrahu a pozůstalí museli velitelům Tonton Macoutes platit vysoké částky, aby jim bylo dovoleno své příbuzné řádně pohřbít. Po pádu Duvalierovy dynastie v roce 1986 byly jednotky oficiálně rozpuštěny, mnozí jejich bojovníci se však zapojili do následující občanské války. Počet obětí Tonton Macoutes se odhaduje na 30 000 až 60 000.